# Pölgatan
Pölgatan är en gata i stadsdelen Majornas 3 rote i Göteborg. Den är cirka 105 meter lång och sträcker sig från Allmänna vägen in i Kulturreservatet Gathenhielm.
Gatan fick sitt namn år 1800, vilket ersattes år 1883 med namnet Ölvägen, men återinfördes år 1937. Namnet kommer av läget i eller vid Pölen. "I Pölen" angavs som adress i kyrkboken åren 1785, 1787 och 1791. 